# The DJ Is Mine
"The DJ Is Mine"은 대한민국의 걸 그룹 원더걸스의 노래이다. 2012년 1월 12일 한국과 미국에서 동시에 발매했다. 이 노래는 일렉트로팝, 댄스 팝 장르의 노래로, 덥스텝 장르도 시도했다. 또한 미국의 걸 그룹 스쿨 걸즈가 피처링한 버전도 수록되어있다.

## 뮤직비디오
뮤직비디오의 감독은 Ethan Lader가 맡았고, 비욘세 안무가 존테, 케이티 페리 스타일리스트 쟈니 우젝 등의 세계적인 스태프들이 참여했다. 뮤직비디오는 미국 틴닉 채널을 통해 방영될 TV영화 《더 원더걸스》의 한 장면들을 편집해 만든 것으로, 2012년 1월 11일 미국 라스베이거스에서 열린 2012 국제전자제품박람회(CES)의 삼성전자 부스에 박진영과 함께 등장해 처음 선보였다.
뮤직비디오의 내용은 원더걸스가 스쿨 걸즈와 함께 클럽에서 한 남자 DJ를 두고 댄스 배틀을 벌이는데, 결국 원더걸스가 승자로 끝났다. 댄스 배틀을 지켜보던 DJ는 말리고자 무대에 등장해 예은의 손을 이끌고 나갔고 이후  이야기를 나누다 새끼손가락을 걸며 뮤직비디오가 끝난다.

## 트랙 리스트
한국 싱글
1. "The DJ Is Mine"
2. "The DJ Is Mine" (Feat. 스쿨 걸즈)
3. "The DJ Is Mine" (Inst.)

## 차트
| 차트 (2012)                   | 최고 순위 |
| ----------------------------- | --------- |
| 대한민국 (가온 디지털 차트)   | 8         |
| 대한민국 (가온 다운로드 차트) | 5         |
| 대한민국 (가온 스트리밍 차트) | 20        |